# DVB-T2
DVB-T2 (Digital Video Broadcasting - Terrestrial, andra generationen), är en nyare version av den befintliga standarden DVB-T för marksänd digital-TV. Standarderna har utfärdats av det EU-baserade konsortiet DVB.
DVB-T2 möjliggör minst 30 procent högre datatakt (i bit/s) än DVB-T över samma spektrala bandbredd (i MHz) och vid samma signalkvalitet, det vill säga samma antenner och geografiska position. Detta gör den lämplig för högupplöst tv (HDTV) och MPEG4-kompression av video, medan DVB-T vanligen används för standardupplöst tv och MPEG2-kompression. Emellertid använder nätägare i flera länder DVB-T-transmission även för HDTV-sändningar. Dagens DVB-T-mottagare kan inte ta emot sändningar i DVB-T2-formatet.
I såväl DVB-T som DVB-T2 digitaliseras och komprimeras flera TV-program och audiosignaler och multiplexeras samman med datacastingtjänster till en dataström. Denna multiplex överförs i ett fysisk-nivå-rör (PLP) över en TV-kanalfrekvens, vanligen med 7 MHz bandbredd (vid VHF-bandet) eller 8 MHz bandbredd (vid UHF-bandet). DVB-T2 tillåter även lägre bandbredder, och tillåter flera PLP:er, dvs flera transmissionstekniker med olika störkänslighet, över samma kanalfrekvens, vilket möjliggör att man kan ha olika räckvidd och kapacitet för olika tjänster. Kanalkodning (felrättande koder) läggs till, bitarna interfolieras (sprids i tiden) och överförs genom OFDM-modulation, som är en teknik som är robust mot flervägsutbredning (ekon) och frekvensselektiv fädning. OFDM möjliggör också enkelfrekvensnät (SFN, single-frequency networks), det vill säga att alla sändare i en region som sänder samma programmultiplex också använder samma kanalfrekvens.

## Historik
I mars 2006 beslutade DVB-konsortiet att undersöka möjligheterna till en uppgraderad DVB-T-standard. I juni 2006 inrättades en formell undersökningsgrupp kallad TM-T2 (Teknisk modul för nästa generations DVB-T) av DVB-gruppen för att utveckla avancerad transmissonsteknik som skulle kunna antas som andra generationens digital markbunden tv-standard, DVB-T2.
Enligt de kommersiella och tekniska krav  som utfärdades i april 2007, kommer den första fasen av DVB-T2 att inriktas på att ge optimal mottagning för stationära (fasta) och bärbara mottagare (men inte fullt mobil mottagning i hög hastighet) med hjälp av befintliga DVB-T-antenner, medan den andra och tredje fasen kommer att undersöka metoder för att leverera högre kapacitet (med nya antenner) och mobil mottagning.
Det första testet av en riktig TV-sändare utfördes av BBC Forskning & Innovation under de senaste veckorna i juni 2008  med kanal 53 från Guildford-sändaren sydväst om London: BBC hade utvecklat och byggt en modulator/demodulator-prototyp parallellt med att DVB-T2-standarden utarbetades.

### Sändningar i det svenska marknätet
Teracom började sända HDTV med komprimeringsstandarden MPEG-4 och utsändningsstandarden DVB-T2 i det digitala marknätet i november 2010. Enligt planerna skulle sändningarna täcka 90 procent av befolkningen innan sommaren 2011 och hela landet innan OS 2012.
Sveriges Television, som under ett antal år bedrivit testsändningar med en HDTV-kanal i MPEG-4 och DVB-T – SVT HD – över Mälardalen, slutade med dessa den 1 mars 2010 och sänder nu i stället SVT1-HD och SVT2-HD med den nya DVB-T2-tekniken. Dessa två HD-kanaler är de enda fria HD-kanalerna i det digitala marknätet. I och med att utsändningarna i MPEG2 i marknätet slopades och enbart MPEG4 används sänds SVT1 och SVT2 (DVB-T används) numera enbart i HD samtidigt som Sveriges Televisions övriga kanaler fortsätter att sändas i standardupplösning med DVB-T.
Övriga kanaler som har fått tillstånd att sända HDTV i marknätet är TV3 HD, TV4 HD, Kanal 5 HD, Canal + HD Mix, MTVN HD, National Geographic Channel HD och Viasat Sport HD.
De kanaler som fick lov att sända med start 2010-11-01 är:
- Canal + HD Mix[6]
- Kanal 5 HD[6]
- MTVN HD[6]
- National Geographic HD[6]
- TV3 HD[6]
- TV4 HD[6]
- Viasat Sport HD[6]
- SVT1 HD[6]
- SVT2 HD[6]

Tekniken är bakåtkompatibel. Det innebär att med en DVB-T2-mottagare går det även att se TV-kanaler som sänds med äldre teknik.

## Standarden
Följande egenskaper har tagits fram för T2-standarden:
- OFDM-modulation där varje bärvåg är modulerad med QPSK, 16-QAM, 64-QAM, eller 256-QAM (men inte 128-QAM).
- FFT-storlek (totalt antal bärvågor per symbol) 1k, 2k, 4k, 8k, 16k, eller 32k. Symbollängden i 32k-mod är ca 4 ms.
- Skyddsintervall mellan symbolerna är 1/128, 1/32, 1/16, 19/256, 1/8, 19/128, eller 1/4 av symboltiden. (För 32k-mod är det högst 1/8.)
- Felrättande koder används LDPC kombinerat med BCH (som i DVB-S2) med nivåerna 1/2, 3/5, 2/3, 3/4, 4/5 och 5/6.
- Färre pilotbärvågor (förstärkta underbärvågor med referensinformation) i åtta olika pilotmönster. Utjämning kan också baseras på RAI CD3-systemet.[7]
- I 32k-moden kan en större andel av kanalens bandbredd utnyttjas utan interferens med nästa kanal, vilket ger 2 procent extra kapacitet vid 8 MHz-kanaler.
- DVB-T2 är specificerad för kanaler med 1,7, 5, 6, 7, 8 och 10 MHz bandbredd.
- MISO (Multiple-Input Single Output) kan användas (Siavash Alamouti-metoden), men MIMO kommer inte att användas. Diversitetsmottagning (med flera antenner) kan användas på samma sätt som i DVB-T.
- Flera PLP:er möjliggör olika störkänslighet för olika program och tjänster.
- Gruppering av flera kanaler till en SuperMUX (sk TFS) är inte i med standarden, men kan läggas till senare.

Jämförelse av tillgängliga moder i DVB-T och DVB-T2:
|                     | DVB-T                                                                         | DVB-T2                                      |
| ------------------- | ----------------------------------------------------------------------------- | ------------------------------------------- |
| Felkorrektion       | Faltningskodning (Viterbi) + Reed–Solomon felrättning 1/2, 2/3, 3/4, 5/6, 7/8 | LDPC + BCH 1/2, 3/5, 2/3, 3/4, 4/5, 5/6     |
| Modulationsform     | QPSK(4-QAM), 16-QAM, 64-QAM                                                   | QPSK(4-QAM), 16-QAM, 64-QAM, 256-QAM        |
| Skyddsintervall     | 1/4, 1/8, 1/16, 1/32                                                          | 1/4, 19/256, 1/8, 19/128, 1/16, 1/32, 1/128 |
| FFT-storlek         | 2k, 8k                                                                        | 1k, 2k, 4k, 8k, 16k, 32k                    |
| Spridda piloter     | 8 % av bärvågorna                                                             | 1 %, 2 %, 4 %, 8 % av bärvågorna            |
| Regelbundna piloter | 2,6% av bärvågorna                                                            | 0,35 % av bärvågorna                        |

I Sverige sänder Teracom DVB-T med FFT-storlek 8k, modulationsform 64-QAM och med lång (FEC 3/4, skyddsintervall 1/4) eller kort (FEC 2/3, skyddsintervall 1/8) mod.
Till exempel, en brittisk MFN DVB-T-profil (64-QAM, 2k-mod, FEC 2/3, skyddsintervallet 1/32) och ett motsvarande DVB-T2 (256-QAM, 32k, FEC 3/5, skyddsintervallet 1/128) gör det möjligt att öka bithastigheten från 24,13 Mbit/s till 35,4 Mbit/s (46,5%).
Ett annat exempel: för en italiensk SFN DVB-T-profil (64-QAM, 8k, FEC 2/3, skyddsintervallet 1/4) och ett motsvarande DVB-T2 (256-QAM, 32k, FEC 3/5, skyddsintervallet 1/16) uppnår man en ökning av bithastigheten från 19,91 Mbit/s till 33,3 Mbit/s (67%).

### Status för DVB-T2-specifikationen

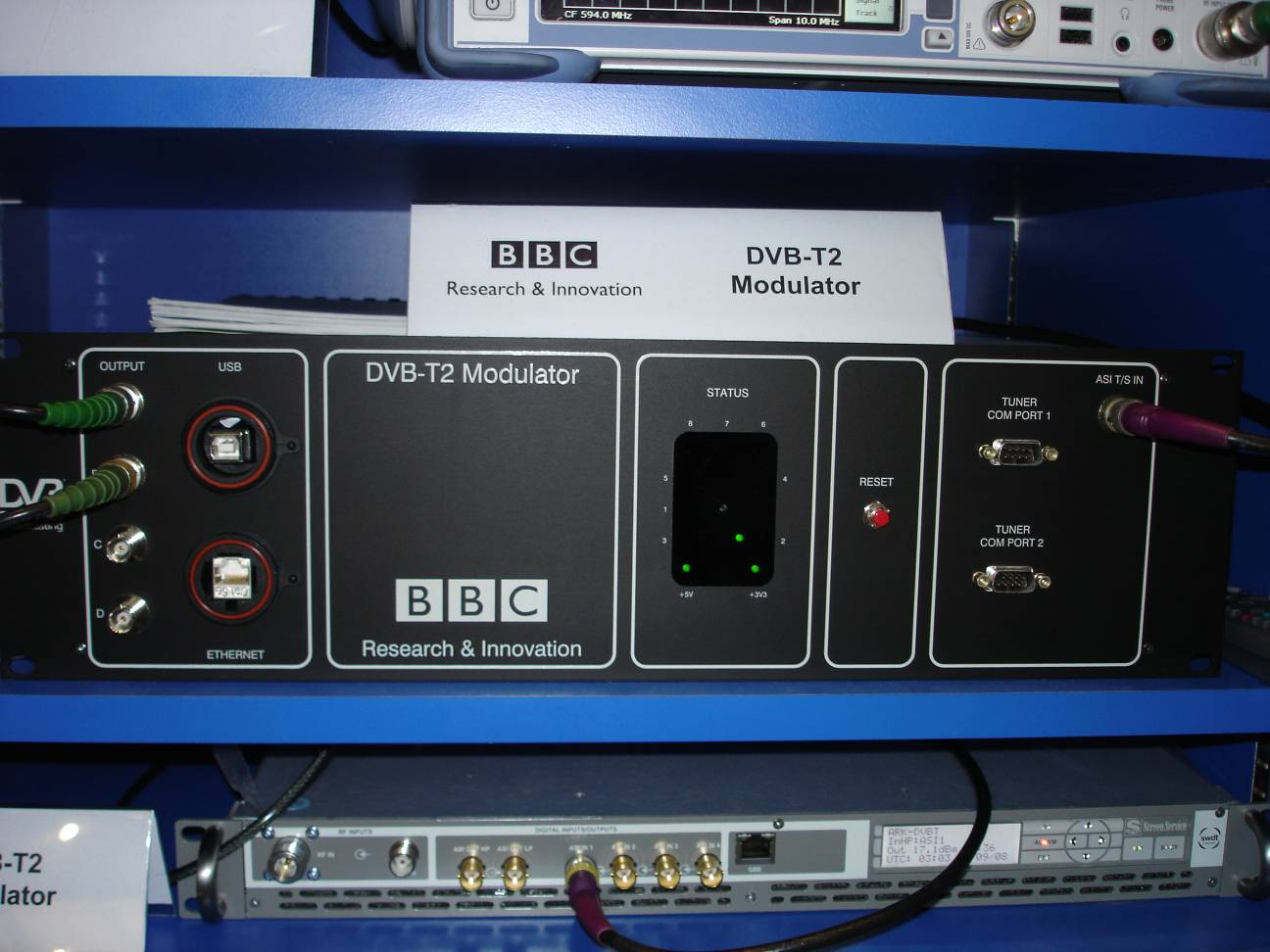
DVB-T2-testmodulator utvecklad av BBC Research & Innovation.

Ett utkast till DVB-T2-standarden ratificerades av DVB-styrelsen den 26 juni 2008, och har överlämnats till European Telecommunications Standards Institute (ETSI).
ETSI tog vid den 25 april 2009 när den slutliga standarden publicerades.
DVB-T2-modulatorer finns på marknaden och mottagarkretsar är under utveckling. Prototypmottagare visades i september 2008 på IBC08 i Amsterdam.
Eftersom DVB-T2-specifikationen är klar och det bara kommer att bli någon ytterligare teknisk förbättring har konstruktion av VLSI-kretsar för mottagare börjat. Ett utkast till PSI / SI (program- och systeminformation)-specifikationsdokumentet har överenskommits i DVB-TM-GBS-gruppen.